# A. O. Shirley Recreation Ground
Het A. O. Shirley Recreation Ground is een multifunctioneel stadion in Road Town, Britse Maagdeneilanden. Het stadion wordt vooral gebruikt voor voetbalwedstrijden, het nationale voetbalelftal van de Britse Maagdeneilanden maakt gebruik van dit stadion. Er worden in het stadion ook regelmatig cricketwedstrijd gespeeld. Het stadion is vernoemd naar Alexander O. Shirley (1927–2016), een cricketer van de Britse Maagdeneilanden. In het stadion is plaats voor 1.500 toeschouwers.